# Iurivka, Kiev-Sveatoșîn
Iurivka (în ucraineană Юрівка) este un sat din raionul Fastiv din regiunea Kiev, Ucraina.

## Demografie
Componența lingvistică a localității Iurivka
     Ucraineană (97,72%)
     Rusă (2,17%)
     Alte limbi (0,11%)
Conform recensământului din 2001, majoritatea populației localității Iurivka era vorbitoare de ucraineană (97,72%), existând în minoritate și vorbitori de rusă (2,17%).

## Galerie

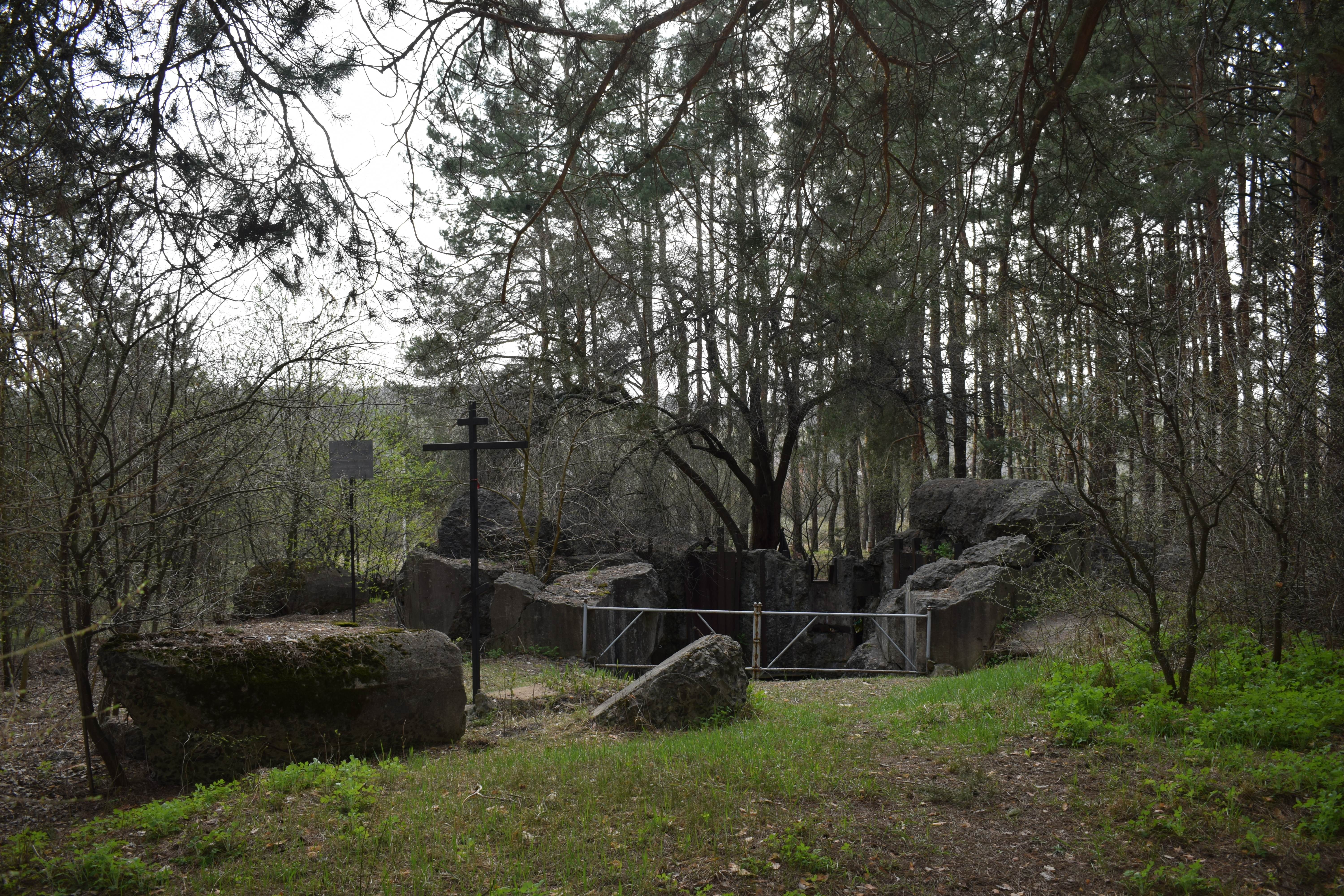
Cazemată № 202
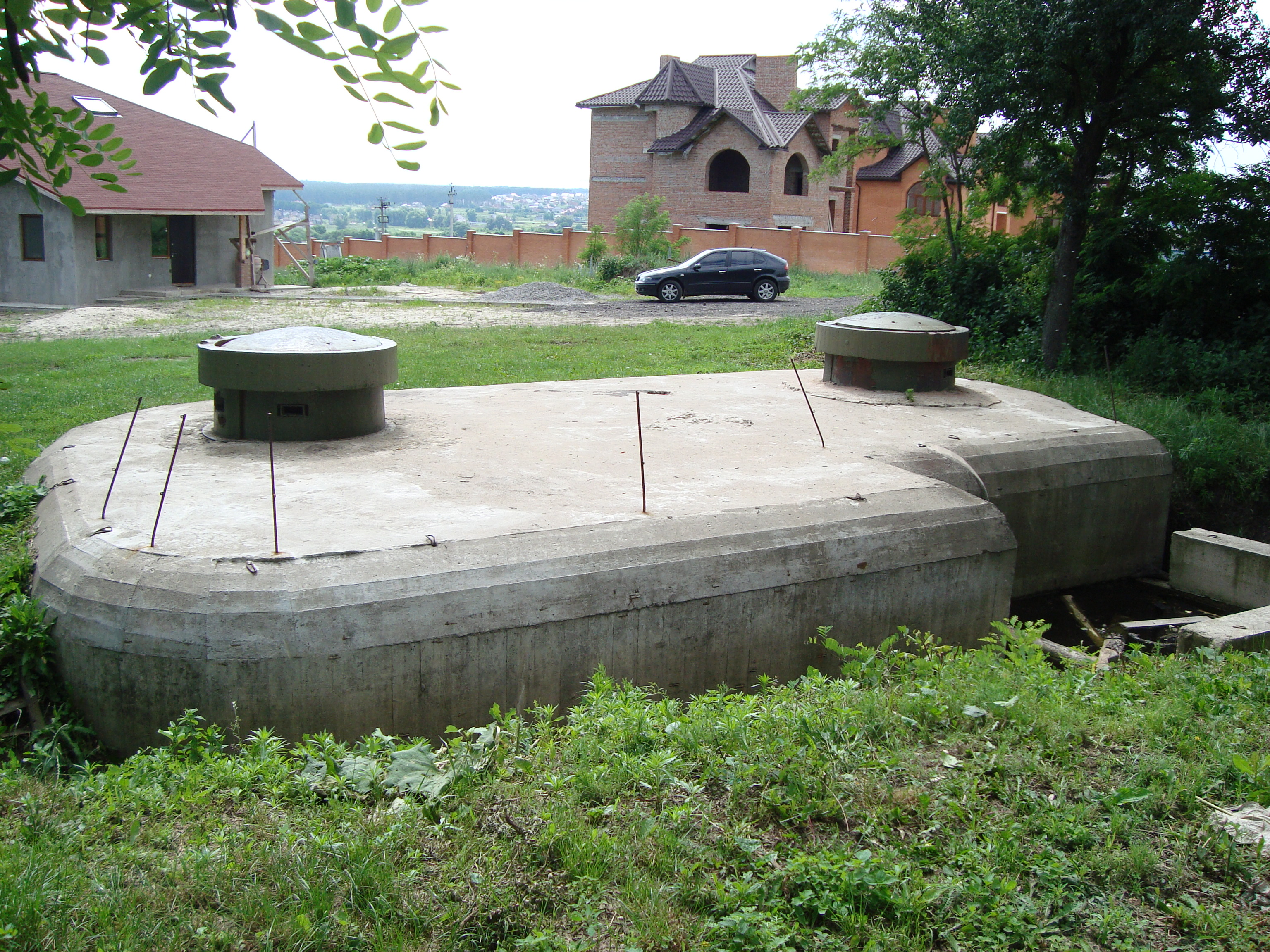
Post de observare a artileriei №204
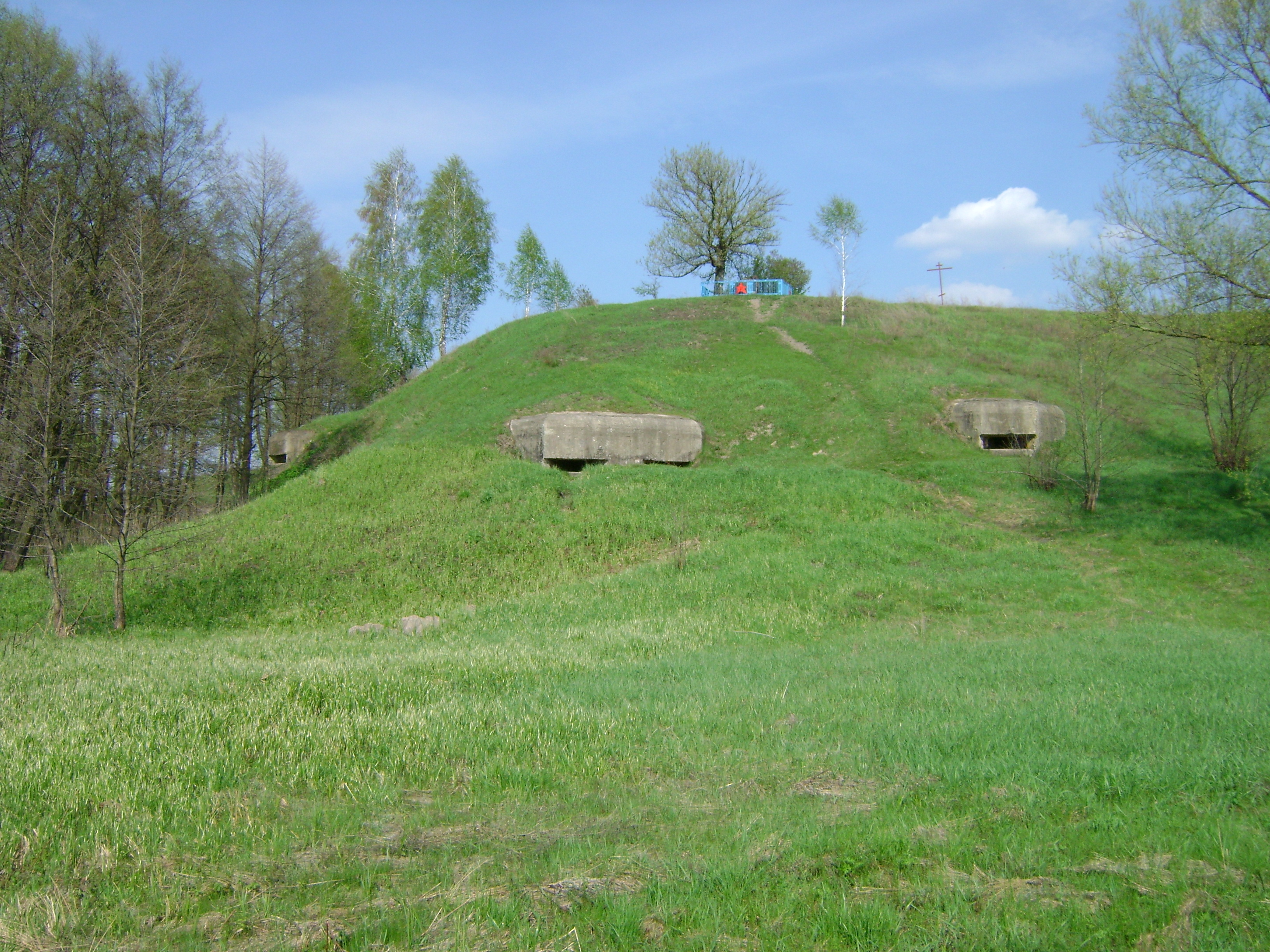
Cazemată №205
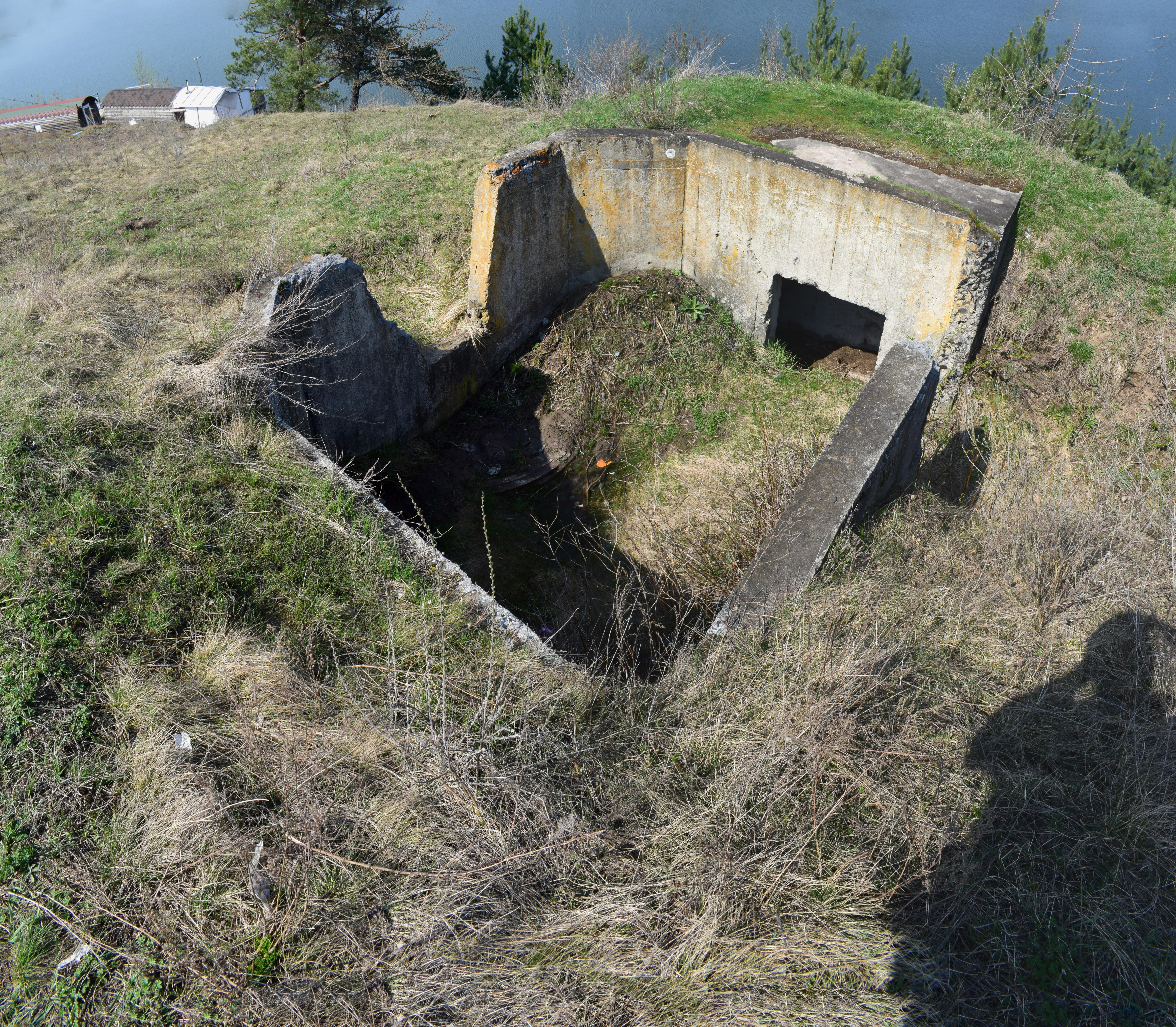
Instalarea artileriei curbstone (grea)  №207
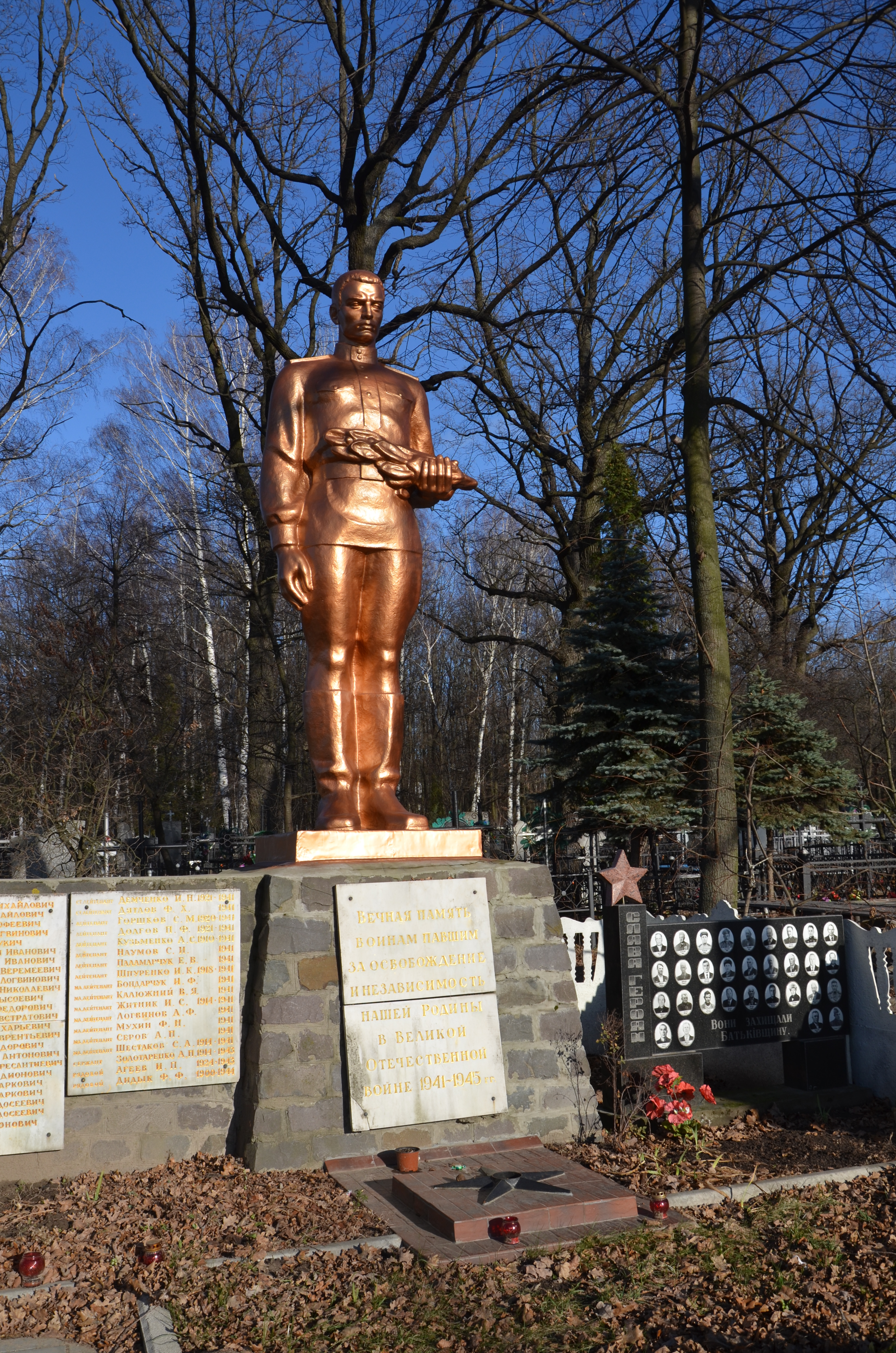
Mormânt comun al soldaților armatei sovietice care au murit în timpul celui de-al doilea război mondial
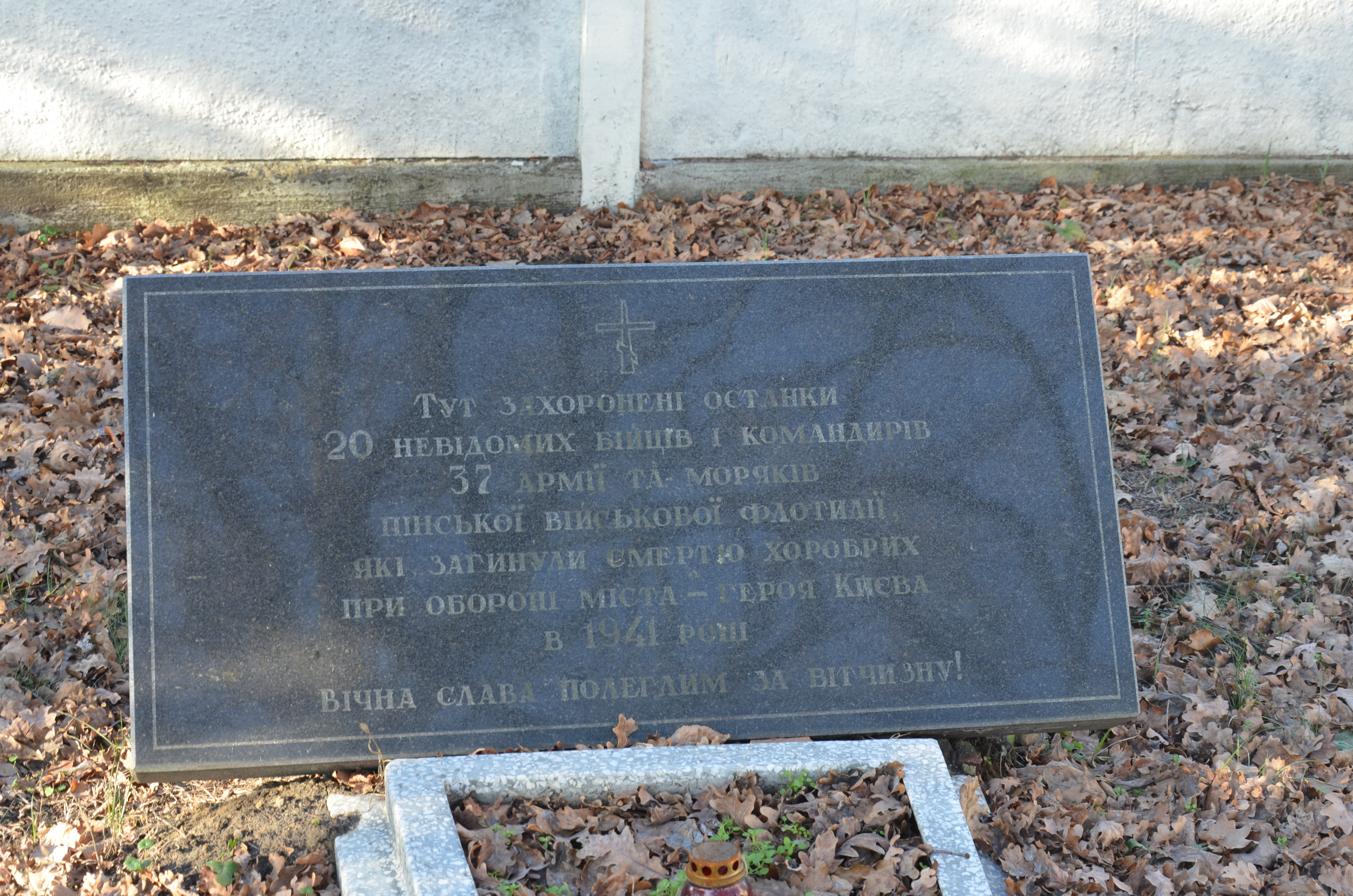
Mormânt comun al soldaților armatei sovietice care au murit în timpul celui de-al doilea război mondial
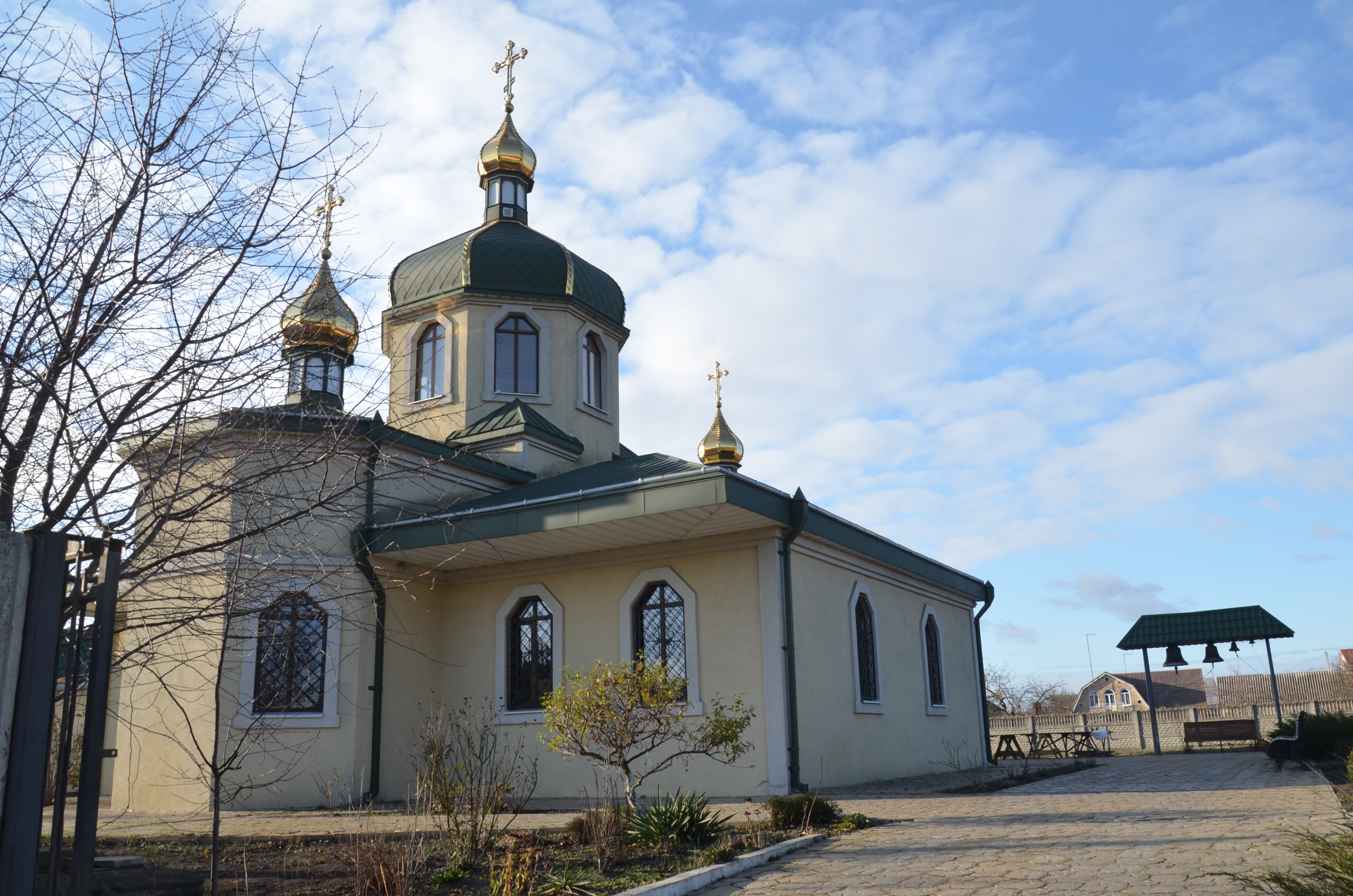
Biserica St. Dmitri din Salonic
Iazul Sakhravshchina de pe râul Siverka
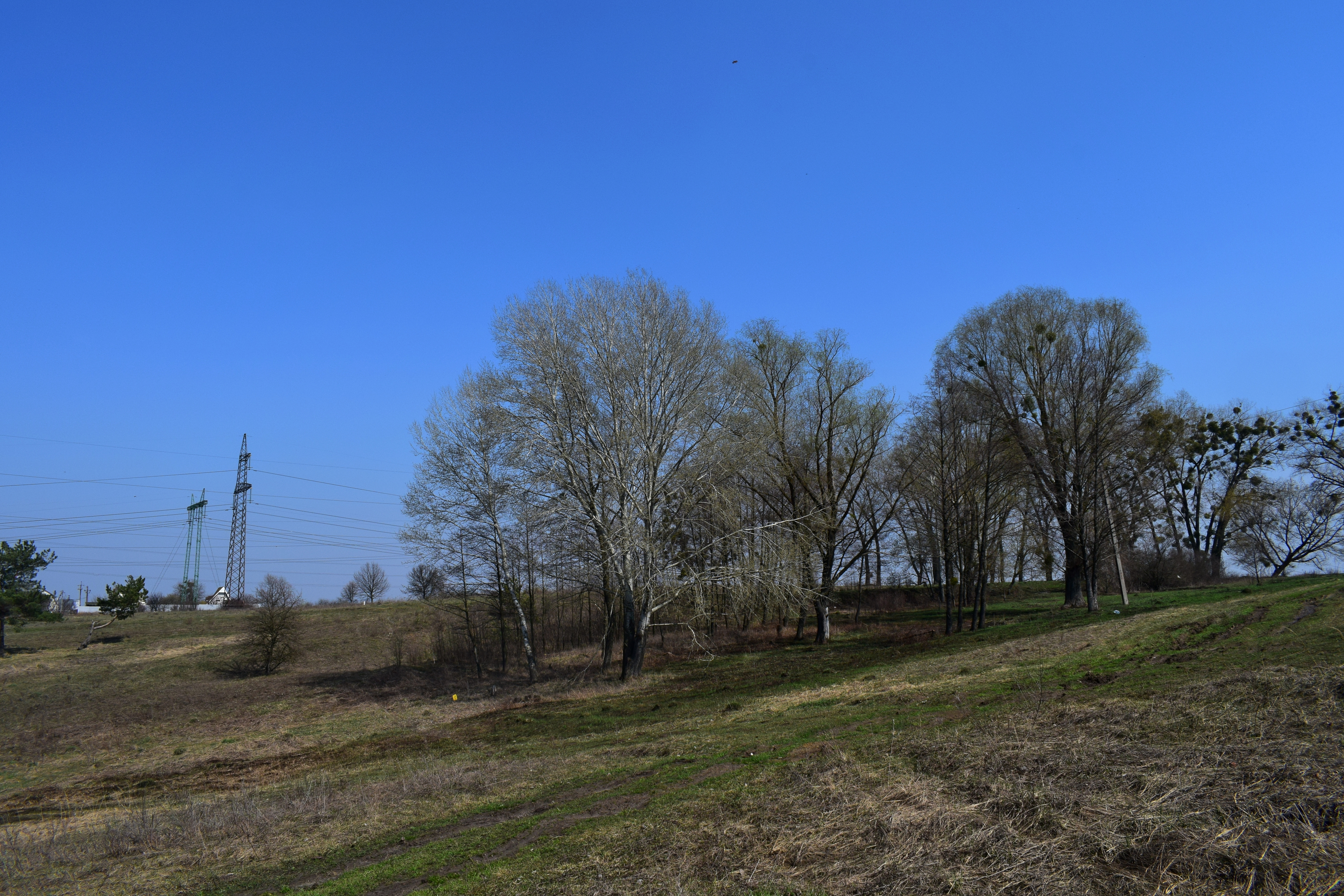
Rezervație peisagistică de valoare locală "Yurivskmy"
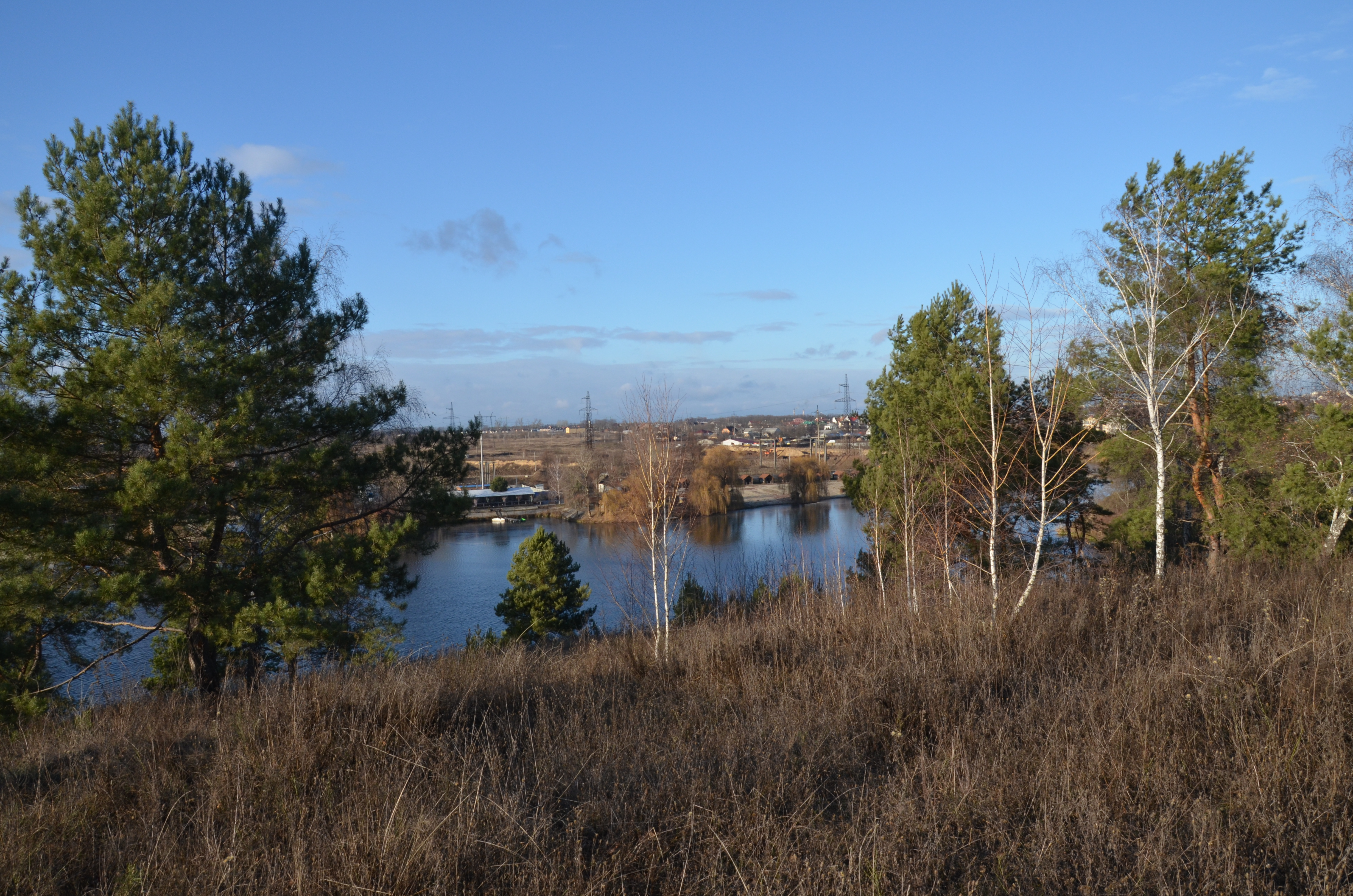
Rezervație peisagistică de valoare locală "Yurivskmy"
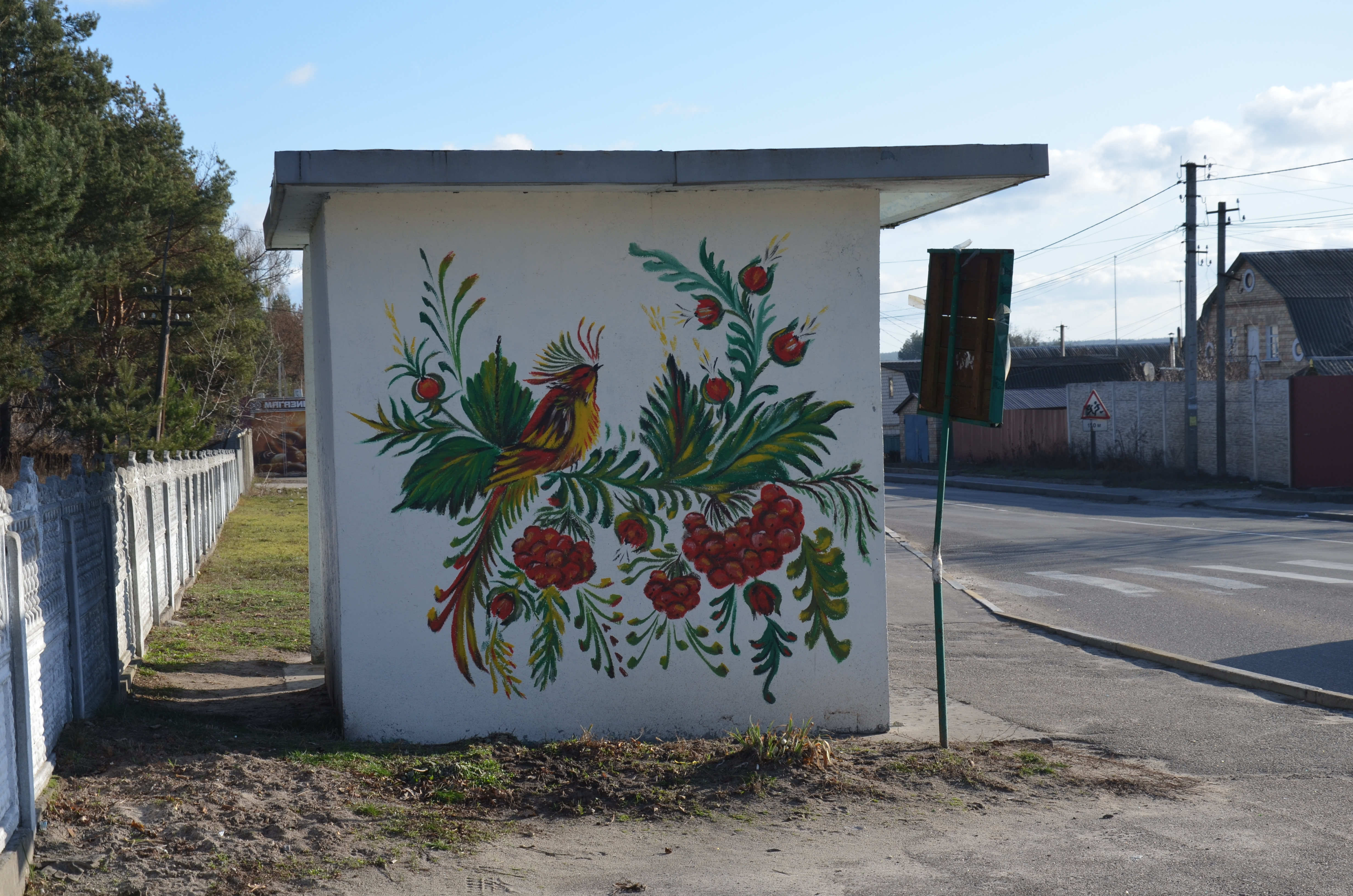
Stație de autobuz
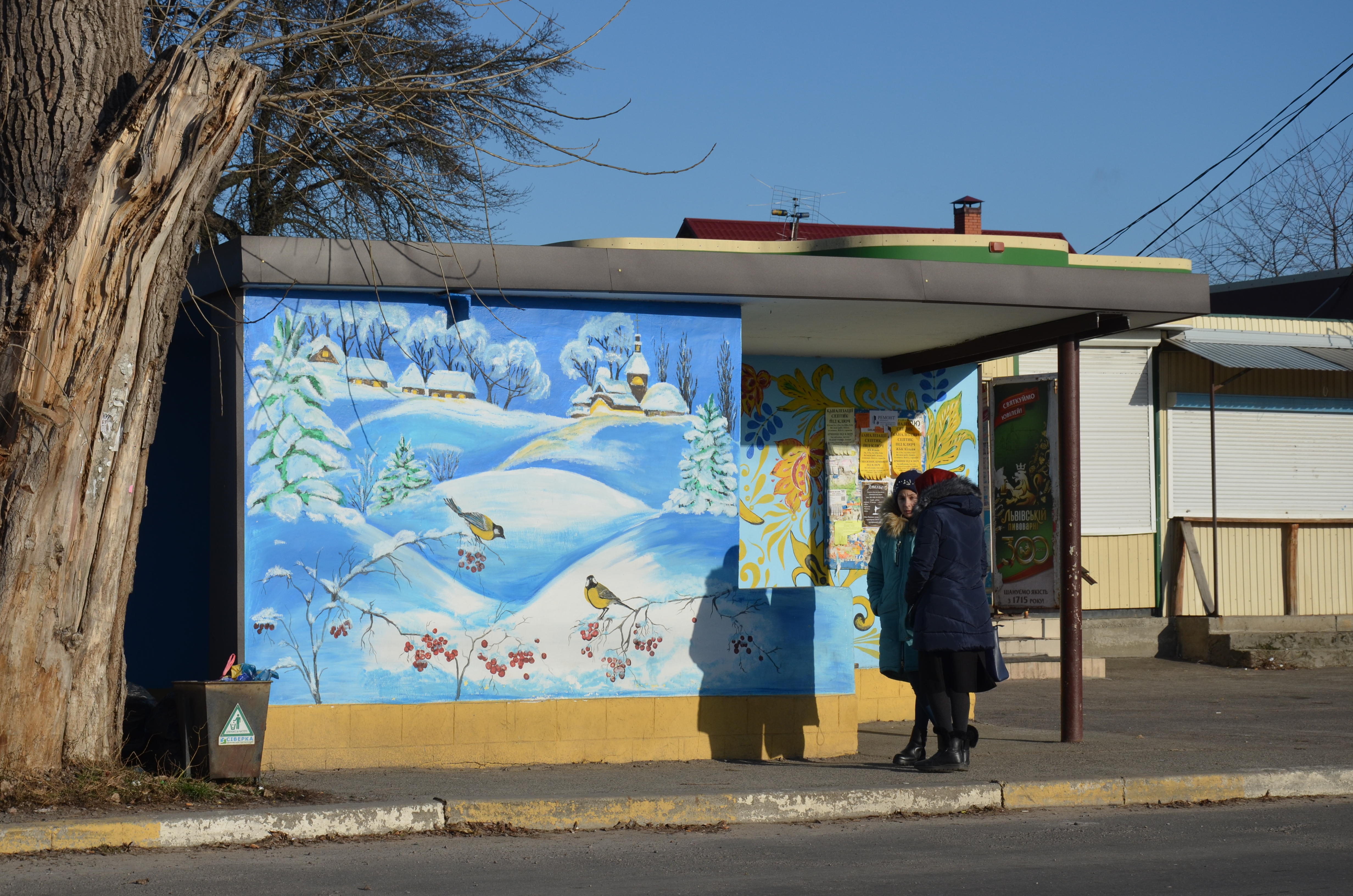
Stație de autobuz